# Alejandría de Susiana
Alejandría de Susiana era una antigua ciudad de Susiana, que fue fundada por Alejandro Magno en el 324 a. C., con el nombre de Alexandria ad Tigrim. Estaba emplazada cerca del Golfo Pérsico y de la desembocadura del río Tigris. 
Según Plinio el Viejo se hallaba situada «en una colina construida por la mano del hombre entre dos ríos que confluyen, el Tigris por la derecha y el Euleo por la izquierda».
Alejandro la pobló con colonos de la ciudad real de Dúrine, que desapareció entonces, y allí quedaron soldados que ya no podían servir las armas. Según Plinio, Alejandro ordenó que se llamara Alejandría, y que la aldea construida exclusivamente para los macedonios recibiera el nombre de Peleo, es decir por Pella, nombre de la capital del Reino de Macedonia».

## Reino de Cárace
Conocida también como Cárace fue la capital de un pequeño reino llamado Carecene, que coincide en parte con la actual Maishan, en territorio iraní. Tras su destrucción por una riada, fue reconstruida por Antíoco V Eupátor en los años 164-162 a. C., que la rebautizó con el nombre de Antioquía.
En el 129 a. C., el sátrapa de Caracene, Espaosines, hijo de Sagdodonaco, rey de los árabes comarcanos, levantó unos diques, la reconstruyó, la fortificó, le dio su nombre, Cárace Espaosina, y la convirtió en su capital. Fundó el reino de Carecene y se independizó. Los partos arrasaron la parte septentrional de su reino (h. 126 a. C.), territorio en el que un funcionario del reino llamado Himero, se autonombró sátrapa de Mesene, pero Espaosines aún reinó con el título de rey de Caracene durante unos años en el territorio meridional. Emitió moneda hacia el 125 a. C. Murió en la guerra que sostuvo contra los partos entre el 114 y el 109 a. C. 
Según Plinio, Cárace estaba a diez estadios de la costa, y según el «pórtico Vipsania», en el que se expuso el mapa del Imperio romano realizado casi en su totalidad por Agripa, era una ciudad marítima.
En nuestros días (2007), la región de Abadán-Jorramchar, en donde parece que estuvo radicada Cárace, dista de la costa 70 km.
En esta ciudad nació el geógrafo Isidoro de Cárax, del que C. Müller, afirma que fue el enviado por Augusto para reconocer la zona y facilitar la inminente expedición de Cayo César, hijo adoptivo de Augusto, quien murió en el año 4 a. C., durante la campaña de Oriente.